# Kostas Kariotakis

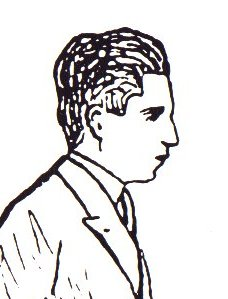
Portret własny poety.

Kostas Kariotakis gr. Κώστας Καρυωτάκης (ur. 30 października 1896 w Tripoli, zm. 21 lipca 1928 w Prewezie) – poeta grecki.

## Życiorys
Młodość spędził w Atenach, gdzie podjął studia prawnicze (1913–1917). Pracował m.in. w prefekturach Syros i Arty. Aby uniknąć częstych przeniesień podjął służbę w Ministerstwie Spraw Wewnętrznych w Atenach.
Pierwszy tomik poezji, Ból Człowieka i Rzeczy (O Πόνος του Ανθρώπου και των Πραμάτων) z roku 1919 nie zyskał zbyt przychylnych recenzji. Jako aktywny uczestnik literackiego życia Aten Kariotakis wydawał również satyryczne pismo Łydka (Η γάμπα), którego rozpowszechniania zabroniono po ukazaniu się zaledwie sześciu numerów. W 1921 r. wydał kolejny tomik poezji, Dzbaneczniki (Νηπενθή). Był to czas, kiedy związał się z poetką, Marią Polidouri. W grudniu 1927 r. ukazał się jego ostatni zbiór poezji, zatytułowany Elegie i Satyry (Ελεγεία και Σάτιρες), entuzjastycznie przyjęty przez młode pokolenie krytyków i twórców.
Rozgoryczony niepowodzeniami w życiu zawodowym i osobistym (kolejne przeniesienie do prowincjonalnego miasta) Kariotakis popełnił samobójstwo w miejscowości Preweza.
Oprócz dzieł poetyckich pozostawił po sobie przekłady (m.in. z P. Verlaine'a, H. Heinego, J. Moreasa, Ch. Beaudelaire'a) oraz utwory prozą.

## Twórczość

### Poezja
- Ból Człowieka i Rzeczy (Ο Πόνος του Ανθρώπου και των Πραμάτων) – 1919
- Dzbaneczniki (Νηπενθή) – 1921
- Elegie i Satyry (Ελεγεία και Σάτιρες) – 1927
- Wiersze ostatnie (Τελευταία ποιήματα) – 1928 [Optymizm, Kiedy wejdziemy po schodach..., Preweza]

### Proza
- Ogród niewdzięczności (Ο κήπος της αχαριστίας)
- Marzyciel (Ονειροπόλος)
- Czaszka (Το καύκαλο)
- Trzy wielkie radości (Τρεις μεγάλες χάρες)
- Ostatnia (Η τελευταία)
- Pani Bovary (Η Δεσποινίς Bovary)
- Jego życie (Η ζωή του)
- Ucieczka (Φυγή)
- Pochwała morza (Το εγκώμιο της θαλάσσης)
- Oczyszczenie (Κάθαρσις)